# Liste der Einträge im National Register of Historic Places im Colbert County
Die Liste der Registered Historic Places im Colbert County in Alabama führt alle Bauwerke und historischen Stätten im Colbert County auf, die in das National Register of Historic Places aufgenommen wurden.

## Aktuelle Einträge
| Lfd. Nr. | Name                                               | Bild | Datum der Eintragung | Adresse/Lage                                                                                                   | Ort       | ID-Nr.   | Beschreibung                                              |
| -------- | -------------------------------------------------- | ---- | -------------------- | --- | --------- | -------- | --------------------------------------------------------- |
| 1        | Barton Hall                                        |      | 7. Nov. 1973         | 2,5 mi. (4 km) W of Cherokee on U.S. 72                                                                        | Cherokee  | 73000337 | Hat außerdem den Status eines National Historic Landmarks |
| 2        | Belle Mont                                         |      | 23. Feb. 1982        | SE of Tuscumbia                                                                                                | Tuscumbia | 82002003 |                                                           |
| 3        | Buzzard Roost                                      |      | 7. Nov. 1976         | 3 mi. W of Cherokee on U.S. 72                                                                                 | Cherokee  | 76000157 |                                                           |
| 4        | Chambers-Robinson House                            |      | 14. Mai 1993         | 910 Montgomery Ave.                                                                                            | Sheffield | 93000419 |                                                           |
| 5        | Clyde Carter House                                 |      | 2. Juni 2004         | 300 Lime Kiln Rd.                                                                                              | Ford City | 04000559 |                                                           |
| 6        | Colbert County Courthouse Square Historic District |      | 24. Mai 1973         | Roughly bounded by E. and W. 2nd, N. and S. Cave, E. and W. 6th, and N. and S. Indian Sts.                     | Tuscumbia | 73000338 |                                                           |
| 7        | E. L. Newman Lustron House                         |      | 24. Feb. 2000        | 1406 34th St.                                                                                                  | Sheffield | 00000134 |                                                           |
| 8        | Felix Grundy Norman House                          |      | 12. Apr. 1984        | 401 N. Main St.                                                                                                | Tuscumbia | 84000749 |                                                           |
| 9        | Ivy Green                                          |      | 25. Aug. 1970        | 300 W. North Common                                                                                            | Tuscumbia | 70000101 | Hat außerdem den Status eines National Historic Landmarks |
| 10       | John and Archibald Christian House                 |      | 4. Feb. 1982         | Off US 72 | Tuscumbia | 82002004 |                                                           |
| 11       | John Daniel Rather House                           |      | 16. Dez. 1982        | 209 S. Cave St.                                                                                                | Tuscumbia | 82001603 |                                                           |
| 12       | John Johnson House                                 |      | 9. Juli 1986         | Near jct. of Fosters Mill and River Rds.                                                                       | Leighton  | 86001537 |                                                           |
| 13       | Johnson’s Woods                                    |      | 4. Mai 1988          | 801 E. North Commons                                                                                           | Tuscumbia | 88000511 |                                                           |
| 14       | La Grange Rock Shelter                             |      | 13. Juni 1974        | Address Restricted                                                                                             | Leighton  | 74000406 |                                                           |
| 15       | Muscle Shoals Sound Studio                         |      | 2. Juni 2006         | 3614 Jackson Hwy.                                                                                              | Sheffield | 06000437 |                                                           |
| 16       | Nitrate Village No. 1 Historic District            |      | 30. Aug. 1984        | Roughly bounded by Wilson Dam Circle, Wheeler and Wilson Dam Aves., Fontana, and Pickwick Sts.                 | Sheffield | 84000603 |                                                           |
| 17       | Old Brick Presbyterian Church                      |      | 9. Jan. 1989         | Old Brick Rd., N of Leighton                                                                                   | Leighton  | 88003078 |                                                           |
| 18       | Old Natchez Trace                                  |      | 25. März 1976        | Address Unknown                                                                                                | Cherokee  | 76002300 |                                                           |
| 19       | Preuit Oaks                                        |      | 8. Mai 1986          | Cotton Town Rd.                                                                                                | Leighton  | 86000997 |                                                           |
| 20       | Rock Creek Archeological District (ACt44,ACt45)    |      | 26. Juni 1990        | Address Restricted                                                                                             | Maud      | 88003068 |                                                           |
| 21       | Sheffield Downtown Commercial District             |      | 2. Apr. 2002         | Roughly bounded by Sixth St., Austin Ave, Fourth St., Pittsburg St., First St., and Columbia Ave.              | Sheffield | 02000483 |                                                           |
| 22       | Sheffield Downtown Commercial Historic District    |      | 24. Mai 2010         | 1st & 5th Sts., Pittsburgh & Columbia Aves.                                                                    | Sheffield | 10000271 |                                                           |
| 23       | Sheffield Residential Historic District            |      | 16. Mai 2002         | Roughly bounded by Riverside Pk, River Bluff Dr., Wood, Third, Second Sts., 15th Ave., 27th St., and 19th Ave. | Sheffield | 02000481 |                                                           |
| 24       | The Oaks                                           |      | 7. Nov. 1976         | SE of Tuscumbia off AL 157 on Ricks Lane                                                                       | Tuscumbia | 76000319 |                                                           |
| 25       | Talsperre Wilson                                   |      | 13. Nov. 1966        | Am Tennessee River                                                                                             | Florence  | 66000147 | Hat außerdem den Status eines National Historic Landmarks |
| 26       | Tuscumbia Historic District                        |      | 23. Mai 1985         | Roughly bounded by N. & E. Commons, Eight St. and Spring Rd., Hooks, W. 5th & S. Milton including Steel Bridge | Tuscumbia | 85001158 |                                                           |
| 27       | Tuscumbia Landing Site                             |      | 10. Juni 1982        | W of Sheffield                                                                                                 | Sheffield | 82002002 |                                                           |
| 28       | U.S. Post Office                                   |      | 15. März 1983        | 210 Columbia St.                                                                                               | Sheffield | 83004690 |                                                           |
| 29       | William Winston House                              |      | 15. Apr. 1982        | N. Commons St.                                                                                                 | Tuscumbia | 82002005 |                                                           |